# Grammoxyla hieroglyphica
Grammoxyla hieroglyphica – gatunek chrząszcza z rodziny kózkowatych i podrodziny zgrzypikowych. Jedyny przedstawiciel rodzaju Grammoxyla.

## Zasięg występowania
Gatunek występuje w Azji Południowo-Wschodniej, notowany w zachodniej Malezji, na Borneo oraz Jawie.